# Episodi de Il commissariato Saint Martin (prima stagione)
La prima stagione della serie televisiva Il commissariato Saint Martin è stata trasmessa in anteprima in Francia dalla France 2 tra il 12 settembre 1997 e il 26 settembre 1997.
| nº | Titolo originale | Titolo italiano | Prima TV Francia  | Prima TV Italia |
| -- | ---------------- | --------------- | ----------------- | --------------- |
| 1  | Racket           |                 | 12 settembre 1997 |                 |
| 2  | Cambriolage      |                 | 12 settembre 1997 |                 |
| 3  | Expulsion        |                 | 19 settembre 1997 |                 |
| 4  | Clandestins      |                 | 19 settembre 1997 |                 |
| 5  | Surdose          |                 | 26 settembre 1997 |                 |
| 6  | Piège            |                 | 26 settembre 1997 |                 |